# Shining Days
「Shining Days」（シャイニング・デイズ）は、日本のR&BグループのSkoop On Somebodyが2008年2月20日にリリースした通算33枚目（Skoop On Somebodyとしては25枚目）のシングル。

## 概要
バラード三部作の第三弾。
キャッチコピーは「ドアの向こうには、キミがいる。」。
ジャケットに写っている椅子は、TAKEの私物である。
ミュージック・ビデオは『最後の夜明け』以来となるTAKEのみの出演。
初回限定盤DVDには、前年新宿コマ劇場にて行われたライヴの模様を収録。

## 収録曲

### CD
1. Shining Days (4:51)
  - 作詞・作曲：市川喜康　編曲：本間昭光
2. 人魚の恋 (3:54)
  - 作詞：古内東子　作曲：KO-HEY　編曲：Tomi Yo
3. 風待ち (5:22)
  - 作詞：TAKE　作曲：KO-ICHIRO　編曲：S.O.S.・太田貴之

### 初回生産限定盤DVD
『Nice'n Slow Jam Night@新宿コマ劇場 （2007/10/27.28）』
1. アンセリウム
  - 作詞：TAKE　作曲：都志見隆　編曲：十川知司
2. 君なき日々
  - 作詞・作曲・編曲：SKOOP
3. sha la la
  - 作詞：S.O.S.・小林夏海　作曲・編曲：Face 2 fAKE
4. Amanogawa （guest vo. 佐藤竹善）
  - 作詞・作曲・編曲：SKOOP